# 康玛尔寺
康玛尔寺，位于四川省阿坝藏族羌族自治州红原县壤口乡，是一座藏传佛教格鲁派寺院。

## 简介
2010年1月26日，中国共青团阿坝藏族羌族自治州委员会书记依当措、副书记田长新一行来到红原县康玛尔寺，看望慰问寺管会成员，生活困难、五保供养僧人及部分老年僧人6人，送来慰问金1200元人民币。依当措了解了寺庙工作情况后，要求康玛尔寺管会贯彻落实民族宗教政策、法律法规，加大《阿坝州藏传佛教事务管理暂行办法》贯彻力度，开展“爱国爱教、持戒守法、助民为乐”主题活动。
2014年7月初，红原县民族宗教局对康玛尔寺管委会业务用房建设项目进行招标，该项目由政府投资兴建。2014年7月底，红原县民族宗教局对红原县寺庙基础设施建设项目业主进行了比选，该项目的建设地点包括阿木乡麦洼寺、瓦切镇尼姑寺、色地乡茸塔寺、邛溪镇热戈寺、邛溪镇龙壤寺、邛溪镇玛萨寺、江茸乡江宫玛寺、江茸乡达格则寺、壤口乡康玛尔寺、查尔玛乡查龙寺。
2015年3月，中共中央政治局常委、全国政协主席俞正声在阿坝藏族羌族自治州调研时，来到康玛尔寺了解藏区寺庙规范化管理情况，并看望宗教界人士。